# おおだ彼岸市
おおだ彼岸市（おおだひがんいち）は、春分の日と秋分の日の年2回に島根県大田市で開かれる市。地元では中日つぁん（ちゅうにつぁん）と呼ばれている。

## 概要
JR大田市駅から続く約1500メートル区間が歩行者天国となり、大田商工会議所が主催している。また大田市民会館広場では、植木、苗木市を開催しており、石見神楽、よさこい踊り、高校生の吹奏楽などのステージも行われている。彼岸市の起源は、大田市内にある円応寺の薬師市と稲荷神社の稲荷市などが、寛永年間に統合されたものといわれている。昔は鍬市、竹市ともいい、春の彼岸には備後、出雲、伯耆方面から農機具を売りに来て、大田からは竹製の日用品や牛馬を市に出したといわれている。市が立つのは春の彼岸に限られていたが、1894年に大田町の町制施行以来、秋にも開かれるようになった。露店商人の間では、昔からこの市を「高市」と言い出雲市の出雲大社、松江市の武内神社の例祭と共に年間予定に組み入れている。